# Матьовські Войковці
Ма́тьовське Во́йковце (словац. Maťovské Vojkovce, угор. Mátyóc) — село, громада в окрузі Михайлівці, Кошицький край, Словаччина. Село розташоване на висоті 112 м над рівнем моря. Населення — 590 осіб. У селі знаходиться пункт контролю «Матьовце»—Павлове на кордоні з Україною. До 1945 року з Матьовець існувала дорога 552 в українське село Палло, зараз її закрито колючим дротом радянських часів.
Село виникло з'єднанням сіл Капушанські Войковце та Матьовце 1964 року.

## Історія
Уперше згадується 1302 року.

## Населення
| Рік:            | 1994. | 2004.   | 2014.   | 2024.    |
| --------------- | ----- | ------- | ------- | -------- |
| Кількість осіб: | 547   | 590     | 603     | 702      |
| Різниця:        |       | +7,86 % | +2,20 % | +16,41 % |

| Рік:            | 2023. | 2024.   |
| --------------- | ----- | ------- |
| Кількість осіб: | 704   | 702     |
| Різниця:        |       | -0,28 % |

## Пам'ятки
У частині села Матьовце є греко-католицька церква Успіння Пресвятої Богородиці з 1911 року в стилі неокласицизму, 
У частині села Капушанські Войковце є римо-католицький костел  з 18 століття.